# Anaxipha variegata
Anaxipha variegata är en insektsart som först beskrevs av Lucien Chopard 1912.  Anaxipha variegata ingår i släktet Anaxipha och familjen syrsor. Inga underarter finns listade i Catalogue of Life.